# Globus d'Or al millor actor musical o còmic
El Globus d'Or al millor actor musical o còmic (en anglès: Best Performance by an Actor in a Motion Picture - Musical or Comedy) és un premi de cinema atorgat anualment des de 1951 per la Hollywood Foreign Press Association. El premi s'atorga a un actor principal d'una pel·lícula musical o de comèdia.

## Llista dels premiats

### 1950s
| - 1951: Fred Astaire a Three Little Words - Dan Dailey a When Willie Comes Marching Home - Harold Lloyd a The Sin of Harold Diddlebock - 1952: Danny Kaye a On the Riviera - Bing Crosby a Here Comes the Groom - Gene Kelly a An American in Paris - 1953: Donald O'Connor a Singin’ in the Rain - Danny Kaye a Hans Christian Andersen - Clifton Webb a Stars and Stripes Forever - 1954: David Niven a The Moon Is Blue - 1955: James Mason a A Star Is Born - 1956: Tom Ewell a Seven Year Itch | - 1957: Cantinflas a Around the World in Eighty Days - Marlon Brando a The Teahouse of the August Moon - Yul Brynner a The King and I - Glenn Ford a The Teahouse of the August Moon - Danny Kaye a The Court Jester - 1958: Frank Sinatra a Pal Joey - Maurice Chevalier a Love in the Afternoon - Glenn Ford a Don't Go Near The Water - David Niven a My Man Godfrey - Tony Randall a Will Success Spoil Rock Hunter? - 1959: Danny Kaye a Me and the Colonel - Maurice Chevalier a Gigí - Clark Gable a Teacher's Pet - Cary Grant a Indiscreet - Louis Jordan a Gigí |

### 1960s
| - 1960: Jack Lemmon a Some Like It Hot - Clark Gable a But Not For Me - Cary Grant a Operation Petticoat - Dean Martin a Who Was That Lady? - Sidney Poitier a Porgy and Bess - 1961: Jack Lemmon a The Apartment' - Dirk Bogarde a Song Without End - Cantinflas a Pepe - Cary Grant a The Grass Is Greener - Bob Hope a The Facts of Life - 1962: Glenn Ford a Pocketful of Miracles - Fred Astaire a The Pleasure of His Company - Richard Beymer a West Side Story - Bob Hope a Bachelor in Paradise - Fred MacMurray a The Absent-Minded Professor - 1963: Marcello Mastroianni a Divorzio all'italiana - Stephen Boyd a Billy Rose's Jumbo - Jimmy Durante a Billy Rose's Jumbo - Cary Grant a That Touch of Mink - Charlton Heston a The Pigeon That Took Rome - Karl Malden a Gypsy - Robert Preston a Meredith Willson's The Music Man - Alberto Sordi a The Best of Enemies - James Stewart a Mr. Hobbs Takes a Vacation - 1964: Alberto Sordi a Il Diavolo - Albert Finney a Tom Jones - James Garner a The Wheeler Dealers - Cary Grant a Charade - Jack Lemmon a Irma La Douce i Under The Yum Yum Tree - Frank Sinatra a Come Blow Your Horn - Terry-Thomas a The Mouse on the Moon - Jonathan Winters a It's a Mad, Mad, Mad, Mad World | - 1965: Rex Harrison a My Fair Lady - Marcello Mastroianni a Matrimonio all’italiana - Peter Sellers a The Pink Panther - Peter Ustinov a Topkapi - Dick Van Dyke a Mary Poppins - 1966: Lee Marvin a Cat Ballou - Jack Lemmon a The Great Race - Jerry Lewis a Boeing Boeing - Jason Robards Jr. a A Thousand Clowns - Alberto Sordi a Those Magnificent Men in Their Flying Machines - 1967: Alan Arkin a The Russians are Coming, The Russians are Coming - Alan Bates a Georgy Girl - Michael Caine a Gambit - Lionel Jeffries a The Spy With A Cold Nose - Walter Matthau a The Fortune Cookie - 1968: Richard Harris a Camelot - Richard Burton a The Taming of the Shrew - Rex Harrison a Doctor Dolittle - Dustin Hoffman a The Graduate - Ugo Tognazzi a The Climax - 1969: Ron Moody a Oliver! - Fred Astaire a Finian's Rainbow - Jack Lemmon a The Odd Couple - Walter Matthau a The Odd Couple - Zero Mostel a The Producers |

### 1970s
| - 1970: Peter O'Toole a Goodbye, Mr. Chips - Dustin Hoffman a John and Mary - Lee Marvin a Paint Your Wagon - Steve McQueen a The Reivers - Anthony Queen a The Secret of Santa Vittoria - 1971: Albert Finney a Scrooge - Richard Benjamin a Diary of a Mad Housewife - Elliott Gould a M*A*S*H - Jack Lemmon a The Out-of-Towners - Donald Sutherland a M*A*S*H - 1972: Chaim Topol a Fiddler on the Roof - Bud Cort a Harold and Maude - Dean Jones a $1,000,000 Duck - Walter Matthau a Kotch - Gene Wilder a Willy Wonka & the Chocolate Factory - 1973: Jack Lemmon a Avanti! - Edward Albert a Butterflies Are Free - Charles Grodin a The Heartbreak Kid - Walter Matthau a Pete 'n' Tillie - Peter O'Toole a Man of La Mancha - 1974: George Segal a A Touch of Class - Carl Anderson a Jesus Christ Superstar - Richard Dreyfuss a American Graffiti - Ted Neeley a Jesus Christ Superstar - Ryan O'Neal a Paper Moon | - 1975: Art Carney a Harry and Tonto - James Earl Jones a Claudine - Jack Lemmon a The Front Page - Walter Matthau a The Front Page - Burt Reynolds a The Longest Yard - 1976: Walter Matthau a The Sunshine Boys - Warren Beatty a Shampoo - James Caan a Funny Lady - Peter Sellers a The Return of the Pink Panther - George Burns a The Sunshine Boys - 1977: Kris Kristofferson a A Star is Born - Mel Brooks a Silent Movie - Peter Sellers a The Return of the Pink Panther - Jack Weston a The Ritz - Gene Wilder a Silver Streak - 1978: Richard Dreyfuss a The Goodbye Girl - Woody Allen a Annie Hall - Mel Brooks a High Anxiety - Robert De Niro a New York, New York - John Travolta a Saturday Night Fever - 1979: Warren Beatty a Heaven Can Wait - Alan Alda a Same Time, Next Year - Gary Busey a The Buddy Holly Story - Chevy Chase a Foul Play - George C. Scott a Movie Movie - John Travolta a Grease |

### 1980s
| - 1980: Peter Sellers a Being There - George Hamilton a Love at First Bite - Dudley Moore a 10 - Burt Reynolds a Starting Over - Roy Scheider a All That Jazz - 1981: Ray Sharkey a The Idolmaker - Neil Diamond a The Jazz Singer - Tommy Lee Jones a Coal Miner's Daughter - Paul Le Mat a Melvin and Howard - Walter Matthau a Hopscotch - 1982: Dudley Moore a Arthur - Alan Alda a The Four Seasons - George Hamilton a Zorro, The Gay Blade - Steve Martin a Pennies from Heaven - Walter Matthau a First Monday in October - 1983: Dustin Hoffman a Tootsie - Peter O'Toole a My Favorite Year - Al Pacino a Author! Author! - Robert Preston a Victor Victoria - Henry Winkler a Night Shift - 1984:' Michael Caine a Educating Rita - Woody Allen a Zelig - Tom Cruise a Risky Business - Eddie Murphy a Trading Places - Mandy Patinkin a Yentl | - 1985: Dudley Moore a Micki and Maude - Steve Martin a All of Me - Eddie Murphy a Beverly Hills Cop - Bill Murray a Ghostbusters - Robin Williams a Moscow on the Hudson - 1986: Jack Nicholson a Prizzi's Honor - Jeff Daniels a The Purple Rose of Cairo - Griffin Dunne a After Hours - Michael J. Fox a Back to the Future - James Garner a Murphy's Romance - 1987: Paul Hogan a Cocodrile Dundee - Matthew Broderick a Ferris Bueller's Day Off - Jeff Daniels a Something Wild - Danny DeVito a Ruthless People - Jack Lemmon a That's Life! - 1988: Robin Williams a Good Morning, Vietnam - Nicolas Cage a Moonstruck - Danny DeVito a Throw Momma From The Train - William Hurt a Broadcast News - Steve Martin a Roxanne - Patrick Swayze a Dirty Dancing - 1989: Tom Hanks a Big - Michael Caine a Dirty Rotten Scoundrels - John Cleese a A Fish Called Wanda - Robert De Niro a Midnight Run - Bob Hoskins a Who Framed Roger Rabbit |

### 1990s
| - 1990: Morgan Freeman a Driving Miss Daisy - Billy Crystal a When Harry Met Sally - Michael Douglas a La Guerre des Rose - Steve Martin a Parenthood - Jack Nicholson a Batman - 1991: Gérard Depardieu a Green Card - Macaulay Culkin a Home Alone - Johnny Depp a Edward Scissorhands - Richard Gere a Pretty Woman - Patrick Swayze a Ghost - 1992: Robin Williams a The Fisher King - Billy Crystal a City Slickers - Dustin Hoffman a Hook - Kevin Kline a Soapdish - Jeff Bridges a The Fisher King - 1993: Tim Robbins a The Player - Nicolas Cage a Honeymoon In Vegas - Billy Crystal a Mr. Saturday Night - Marcello Mastroianni a Used People - Tim Robbins a Bob Roberts - 1994: Robin Williams a Mrs. Doubtfire - Johnny Depp a Benny & Joon - Tom Hanks a Sleepless in Seattle - Kevin Kline a Dave - Colm Meaney a The Snapper | - 1995: Hugh Grant a Four Weddings and a Funeral - Jim Carrey a The Mask - Johnny Depp a Ed Wood - Arnold Schwarzenegger a Junior - Terence Stamp a The Adventures of Priscilla, Queen of the Desert - 1996: John Travolta a Get Shorty - Michael Douglas a The American President - Harrison Ford a Sabrina - Steve Martin a Father of the Bride Part II - Patrick Swayze a To Wong Foo, Thanks For Everything! Julie Newmar - 1997: Tom Cruise a Jerry Maguire - Antonio Banderas a Evita - Kevin Costner a Tin Cup - Nathan Lane a The Birdcage - Eddie Murphy a El professor guillat - 1998: Jack Nicholson a As Good As It Gets - Jim Carrey a Liar Liar - Dustin Hoffman a Wag the Dog - Samuel L. Jackson a Jackie Brown - Kevin Kline a In & Out - 1999: Michael Caine a Little Voice - Antonio Banderas a The Mask of Zorro - Warren Beatty a Bulworth - John Travolta a Primary Colors - Robin Williams a Pacth Adams |

### 2000s
| - 2000: Jim Carrey a Man on the Moon - Robert De Niro a Analyze This - Rupert Everett a An Ideal Husband - Hugh Grant a Notting Hill - Sean Penn a Sweet and Lowdown - 2001: George Clooney a O Brother, Where Art Thou? - Jim Carrey a Dr. Seuss' How The Grinch Stole Christmas! - John Cusack a High Fidelity' - Robert De Niro a Meet the Parents - Mel Gibson a What Women Want - 2002: Gene Hackman a The Royal Tenenbaums - Hugh Jackman a Kate & Leopold - Ewan McGregor a Moulin Rouge! - John Cameron Mitchell a Hedwig and the Angry Inch - Billy Bob Thornton a Bandits - 2003: Richard Gere a Chicago - Nicolas Cage a Adaptation - Kieran Culkin a Igby Goes Down - Hugh Grant a About a Boy - Adam Sandler a Punch-Drunk Love - 2004: Bill Murray a Lost in Translation - Jack Black a The School of Rock - Johnny Depp a Pirates of the Caribbean: The Curse of the Black Pearl - Jack Nicholson a Something's Gotta Give - Billy Bob Thornton a Bad Santa | - 2005: Jamie Foxx a Ray - Jim Carrey a Eternal Sunshine of The Spotless Mind - Paul Giamatti a Sideways - Kevin Kline a De-Lovely - Kevin Spacey a Beyond the Sea - 2006: Joaquin Phoenix a Walk the Line - Pierce Brosnan a The Matador - Jeff Daniels a The Squid and the Whale - Johnny Depp a Charlie and the Chocolate Factory - Nathan Lane a The Producers - Cillian Murphy a Breakfast On Pluto - 2007: Sacha Baron Cohen a Borat: Cultural Learnings of America for Make Benefit Glorious Nation of Kazakhstan - Johnny Depp a Pirates of the Caribbean: Dead Man's Chest - Aaron Eckhart a Thank You For Smoking - Chiwetel Ejiofor a Kinky Boots - Will Ferrell a Stranger Than Fiction - 2008: Johnny Depp a Sweeney Todd: The Demon Barber of Fleet Street - Ryan Gosling a Lars and the Real Girl - Tom Hanks a Charlie Wilson's War - Philip Seymour Hoffman a The Savages - John C. Reilly a Walk Hard: The Dewey Cox Story - 2009: Colin Farrell a In Bruges - Javier Bardem a Vicky Cristina Barcelona - James Franco a Pineapple Express - Brendan Gleeson a In Bruges - Dustin Hoffman a Last Chance Harvey |

### 2010s
| - 2010: Robert Downey Jr. a Sherlock Holmes - Matt Damon a The Informant! - Daniel Day-Lewis a Nine - Joseph Gordon-Levitt a (500) Days of Summer - Michael Stuhlbarg a A Serious Man - 2011: Paul Giamatti a Barney's Version - Johnny Depp a Alice in Wonderland - Johnny Depp a The Toursit - Jake Gyllenhaal a Love & Other Drugs - Kevin Spacey a Casino Jack - 2012: Jean Dujardin a The Artist - Brendan Gleeson a The Guard - Joseph Gordon-Levitt a 50/50 - Ryan Gosling a Crazy, Stupid, Love - Owen Wilson a Midnight In Paris - 2013: Hugh Jackman a Les Misérables - Jack Black a Bernie - Ewan McGregor a Salmon Fishing in the Yemen - Bill Murray a Hyde Park on Hudson - Bradley Cooper a Silver Linings Playbook - 2014: Leonardo DiCaprio a The Wolf of Wall Street - Christian Bale a American Hustle - Bruce Dern a Nebraska - Oscar Isaac a Inside Llewyn Davis - Joaquin Phoenix a Her | - 2015: Michael Keaton a Birdman - Ralph Fiennes a The Grand Budapest Hotel - Christoph Waltz a Big Eyes - Bill Murray a St. Vincent - Joaquin Phoenix a Inherent Vice - 2016: Matt Damon a The Martian - Al Pacino a Danny Collins - Mark Ruffalo a Infinitely Polar Bear - Christian Bale a The Big Short - Steve Carell a The Big Short - 2017: James Franco a The Disaster Artist - Colin Farrell a The Lobster - Hugh Grant a Florence Foster Jenkins - Jonah Hill a War Dogs - Ryan Reynolds a Deadpool - 2018: Michael Douglas a The Kominsky Method - Steve Carell a Battle of the Sexes - Ansel Elgort a Baby Driver - Hugh Jackman a 'The Greatest Showman - Daniel Kaluuya a Get Out - 2019: Christian Bale a Vice - Lin-Manuel Miranda a Mary Poppins Returns - Viggo Mortensen a Green Book - Robert Redford a The Old Man and The Gun - John C. Reilly a Stan & Ollie |

### 2020s
- 2020:[69] Taron Egerton a Rocketman
  - Daniel Craig a Knives Out
  - Roman Griffin Davis a Jojo Rabbit
  - Leonardo DiCaprio a Once Upon a Time...in Hollywood
  - Eddie Murphy a Dolemite Is My Name
- 2021:[70] Sacha Baron Cohen a Borat Subsequent Moviefilm
  - James Corden a The Prom
  - Lin-Manuel Miranda a Hamilton
  - Dev Patel a The Personal History of David Copperfield
  - Andy Samberg a Palm Springs
- 2022:[71] Andrew Garfield a tick, tick... BOOM!
  - Leonardo DiCaprio a Don't Look Up
  - Peter Dinklage a Cyrano
  - Cooper Hoffman a Licorice Pizza
  - Anthony Ramos a In the Heights

## Múltiples nominacions
| 10 nominacions - Jack Lemmon 9 nominacions - Johnny Depp 8 nominacions - Walter Matthau 6 nominacions - Dustin Hoffman 5 nominacions - Jim Carrey - Cary Grant - Steve Martin - Robin Williams | 4 nominacions - Michael Caine - Robert De Niro - Hugh Grant - Danny Kaye - Kevin Kline - Eddie Murphy - Bill Murray - Jack Nicholson - Peter O'Toole - Peter Sellers - John Travolta |